# Denkmal des Unabhängigkeitskrieges (Äksi)

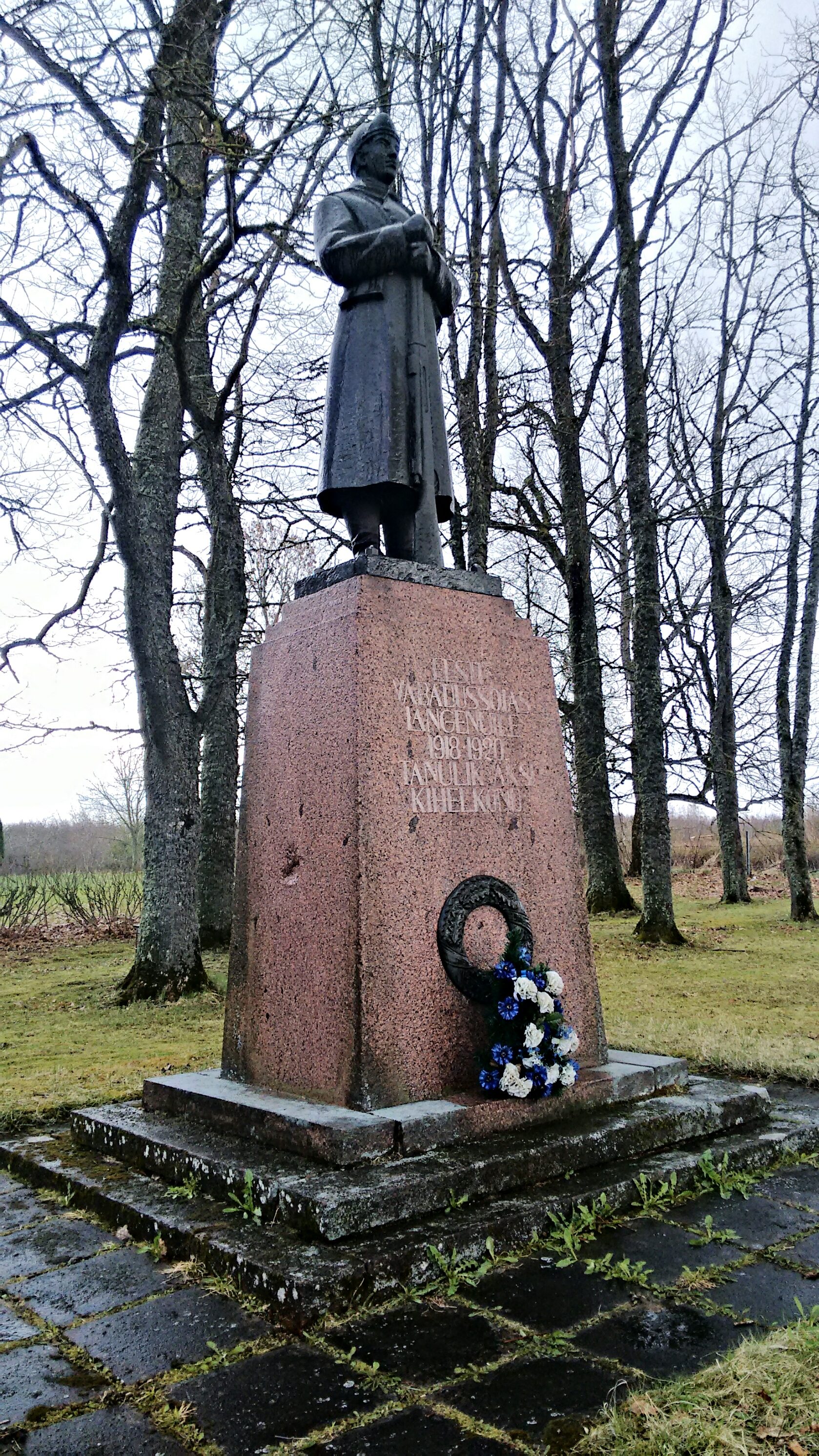

Im estnischen Dorf Voldi im Kreis Tartu, wo die Straße Äksi-Kukulinna in die Straße Tartu-Jogeva-Aravete mündet, erinnert ein Denkmal an den Estnischen Freiheitskrieg (estnisch Vabadussõda) von 1918 bis 1920.

## Geschichte
Das Denkmal für die Gefallenen aus dem Kirchspiel Ecks (Äksi) wurde am 28. Juni 1925 fertiggestellt. Die Figur wurde 1945 entfernt. Nach der Wiedererlangung der Souveränität wurde eine Replik der Statue angefertigt, am 27. August 1989 war das Denkmal dann wieder vollständig.

## Beschreibung
Von beiden Straßen führt von links und von vorne jeweils ein Steinweg über eine größere Grünfläche zu einer leichten Erhebung, jeweils vier Stufen führen dann auf eine komplett mit Steinplatten ausgelegte quadratische Fläche. In deren Mitte befindet sich ein dreistufiger Sockel, auf dem eine Granitsäule thront, die sich oben ebenfalls mit einer dreistufigen Treppe verjüngt. Den Abschluss bildet ein einfacher, uniformierter Soldat aus Bronze, der ein Gewehr vor sich auf den Boden gestellt hat.
Auf der Vorderseite der Säule ist in der unteren Hälfte ein Eichenlaub aus Bronze aufgesetzt, in der oberen Hälfte ist ein Text mit der Jahreszahl des Unabhängigkeitskrieges und einem Hinweis auf den Standort graviert:

„Eesti
Vabadussõjas
Langenuile
1918–1920
Tanulik Äksi
Kihelkond“

Auf der Rückseite der Säule sind 34 Namen eingraviert.